# یوری اوگانسیان

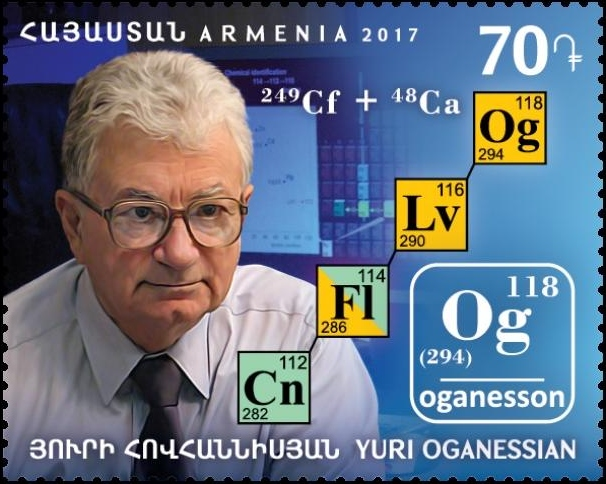

یوری یولاکی اوگانسیان (تلفظ صحیح نام خانوادگی وی هوهانیسیان) ارمنی: Յուրի Ցոլակի Հովհաննիսյան؛ (روسی: Юрий Цолакович Оганесян؛ زادهٔ ۱۴ آوریل ۱۹۳۳) یک فیزیک‌دان اتمی ارمنی‌تبار اهل روسیه است که برنده جایزه جایزه دولتی اتحاد شوروی شده‌است. اوگانسیان دومین نفری است که در زمان حیاتش، عنصری از عناصر جدول تناوبی به افتخارش نامگذاری شده‌است.
عنصر اوگانسون نام خود را از این محقق مؤسسه مشترک تحقیقات اتمی روسیه گرفته‌است که در کشف چندین عنصر سنگین کمک کرده‌است. این عنصر با همکاری تیم‌های روسی (در شهر دوبنا) و آمریکایی (در آزمایشگاه ملی لارنس لیورمور در کالیفرنیا) کشف شد.